# Gyrolasomyia washingtoni
Gyrolasomyia washingtoni is een vliesvleugelig insect uit de familie Eulophidae. De wetenschappelijke naam is voor het eerst geldig gepubliceerd in 1913 door Girault.